# Río Aniene
El río Aniene es un río de la parte central de Italia, un afluente del río Tíber. Antiguamente, Anno.
Se origina en los montes Simbruinos al suroriente de Roma, recorriendo unos 108 km hasta unirse al Tíber en el norte de esta ciudad. En el primer siglo de nuestra era, Nerón creó un grupo de lagos artificiales en el trayecto superior del caudal y construyó una villa allí, cuyas ruinas aún perduran.